# Araneus thevenoti
Araneus thevenoti là một loài nhện trong họ Araneidae.
Loài này thuộc chi Araneus. Araneus thevenoti được Eugène Simon miêu tả năm 1895.